# Crystian Souza
Crystian Souza Carvalho (Goiânia, 10 de junho de 1992) é um futebolista brasileiro, que atua como lateral-direito. Atua pelo Guanabara City.

## Carreira
Começou em escolinhas de Goiânia, sua cidade natal, antes de ir para as divisões de base do Vila Nova em 2006 e assinou com o Santos em 2009. Pelo clube, disputou a Copa São Paulo de Juniores em 2011 e foi promovido ao time principal no mesmo ano por Adilson Batista. Fez sua estreia no time titular do Santos em 10 de outubro do mesmo ano, contra o Palmeiras na Vila Belmiro.
Chegou a ser titular do Santos em poucos jogos em 2011 e 2012 (jogou 15 partidas, oito em 2011 e sete em 2012), mas depois foi emprestado diversas vezes. Sua última partida pelo Santos foi em 17 de junho de 2012, contra o Flamengo. Pelo clube foi foi bicampeão paulista.
Em 2013, foi emprestado para o Botafogo-SP para a disputa do Campeonato Paulista e para o Boa Esporte na Série B, onde atuou como lateral-esquerdo. Em 2014, atuou pelo Paulista e em 2015 foi emprestado ao Paraná Clube para a disputa do Campeonato Brasileiro da Série B. O resultado não foi o esperado e o lateral entrou em campo apenas duas vezes na competição.
Após o fim de contrato com o Santos, no início de 2016 foi para o Paysandu. No clube, foi campeão Paraense e da Copa Verde, atuando regularmente, em 12 partidas.
Iniciou 2018 atuando pelo Barretos.
No inicio de 2019, atuou pelo Novo Horizonte-GO.
No primeiro semestre de 2020, fez um bom Campeonato Goiano com a camisa do Vila Nova.
No início de 2021, foi contratado pelo Figueirense onde fez 6 jogos pelo clube. Em agosto do mesmo ano, foi contratado pelo Altos para a disputa da Série C. Em outubro do mesmo ano, chegou ao Guanabara City para a disputa da Terceira Divisão de Goiás.
Em janeiro de 2022, foi contratado pelo Ceilândia.
Iniciou 2023 atuando pelo Brasília FC.

### Seleção Brasileira
Pela Seleção Brasileira de base, chegou a ter 14 convocações nas categorias sub-15, sub-17 e sub-19 da Seleção Brasileira. Foi campeão Mundial Sub-17 e Sul-Americano, em 2009.